# Leigh McMillan
Leighan Michael McMillan  –conocido como Leigh McMillan– (Newport, 24 de octubre de 1980) es un deportista británico que compitió en vela en la clase Tornado.
Ganó dos medallas de plata en el Campeonato Mundial de Tornado, en los años 2003 y 2005. Participó en dos Juegos Olímpicos de Verano, en los años 2004 y 2008, ocupando el sexto lugar en Pekín 2008, en la clase Tornado.

## Palmarés internacional
| \| Campeonato Mundial \| Campeonato Mundial \| Campeonato Mundial \| Campeonato Mundial \| \| Año \| Lugar \| Medalla \| Clase \| \| ------------------ \| --------------------- \| ------------------ \| ------------------ \| \| 2003 \| Cádiz (España) \| Medalla de plata \| Tornado \| \| 2005 \| La Rochelle (Francia) \| Medalla de plata \| Tornado \| |                       |                  |         |
| Campeonato Mundial |                       |                  |         |
| Año | Lugar                 | Medalla          | Clase   |
| 2003 | Cádiz (España)        | Medalla de plata | Tornado |
| 2005 | La Rochelle (Francia) | Medalla de plata | Tornado |